# Estación Alcaparrosa
Alcaparrosa fue una estación ferroviaria correspondiente al Longitudinal Norte ubicada en la comuna de Illapel, en la Región de Coquimbo, Chile. Actualmente la estación no presta servicios.

## Historia
Con el proceso de conexión de las vías ferroviarias del norte de Chile a través del Longitudinal Norte, una extensión ferroviaria entre la estación Illapel y Estación San Marcos construida desde norte a sur que inició sus obras en 1910 y fue entregada e inaugurada en 1913. Sin embargo, la estación no es mencionada en los mapas de 1929, ya que el trazado original contaba con cremallera y tenía un trazado más recto; en 1936 se inaugura un trazado más sinuoso al este; esta modificación del trazado provocó que se construyera esta estación.
Para 1966 la estación aun operaba, y contaba con una vía secundaria, sin embargo fue suprimida mediante decreto del 25 de noviembre del mismo año.
Mediante decreto del 13 de febrero de 1976 la estación fue suprimida definitivamente, autorizándose el levante de sus desvíos. De la estación quedan en pie la obra gruesa de la estación, un caballo de agua que posee una inscripción de 1910 y un pozo acuífero, sin existir rastros de un andén.